# Samuel Johannes van den Bergh

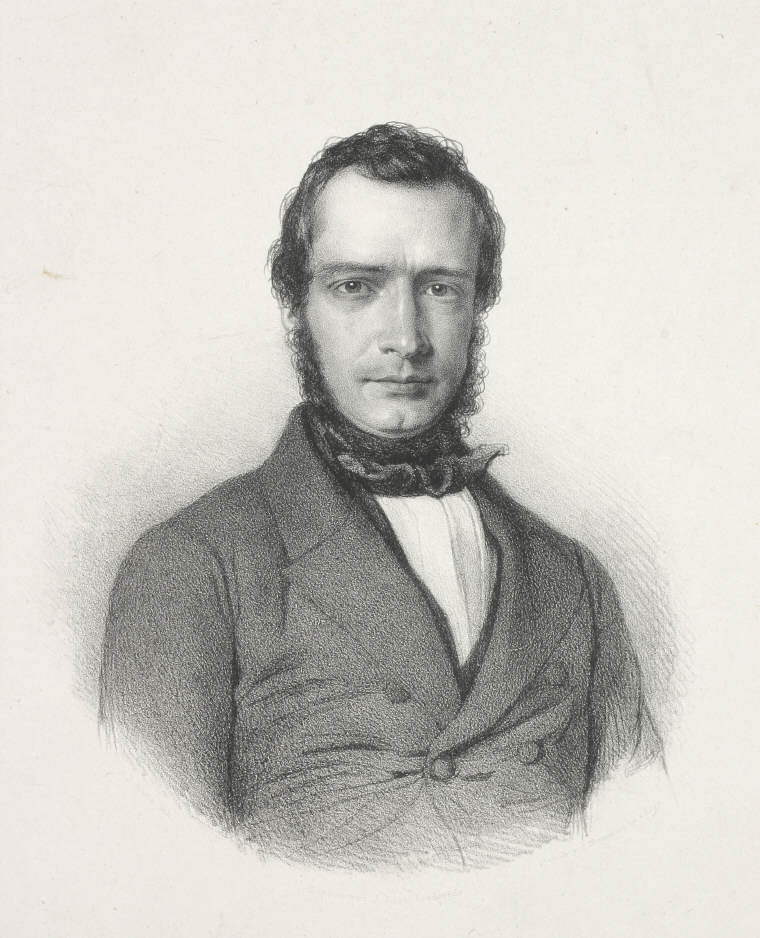
S.J. van den Bergh (1852)

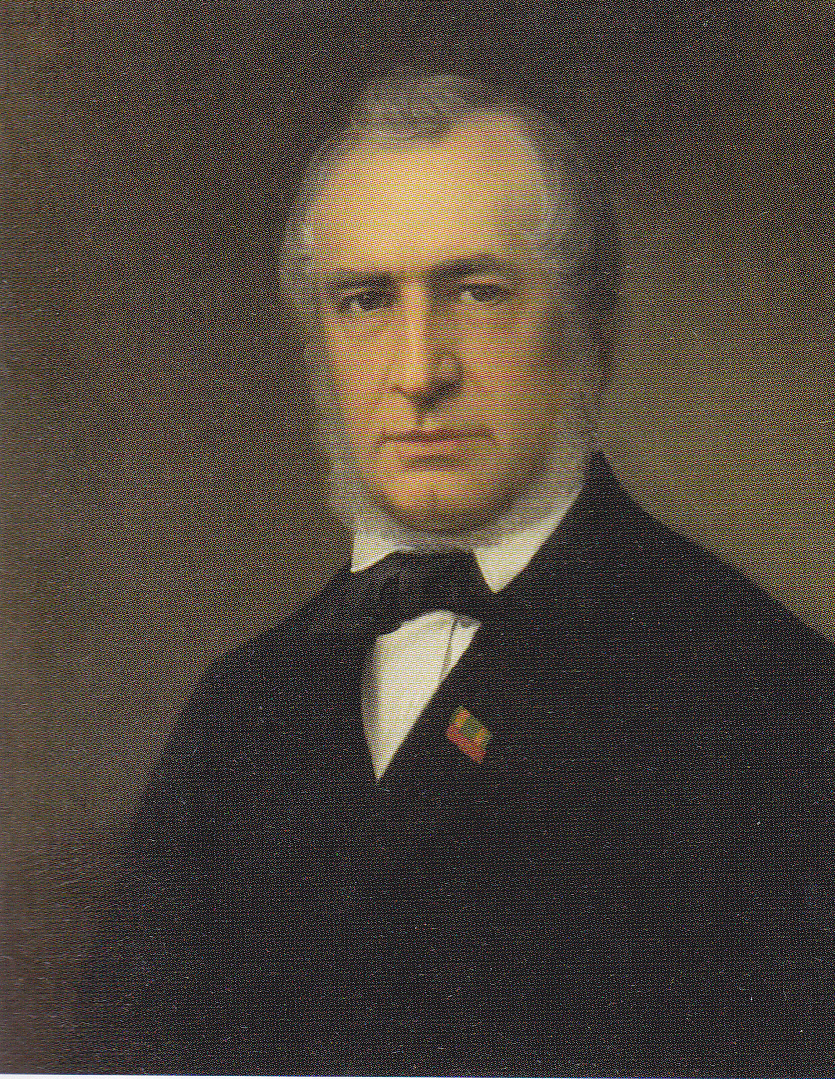
Van den Bergh, durch Bastiaan de Poorter

Samuel Johannes van den Bergh (* 10. Januar 1814 in Den Haag; † 24. Dezember 1868 ebenda) war ein niederländischer Drogist und Dichter.

## Leben
Nachdem sein Vater in jungen Jahren verstorben war, war van den Bergh vorbestimmt, um die Drogerie seines Vaters zu übernehmen. Ab dem Jahr 1840 leitete er das Geschäft. Er lebte nicht nur für die Firma, sondern auch für die Poesie. Er schrieb in der Tradition von Hendrik Tollens und gründete mit einigen anderen Geschäftsleuten aus Den Haag die Gemeinschaft mit dem Namen Oefening kweekt kennis.
Neben eigenen Werken übersetzte er auch englische und französische literarische Texte unter anderem von Moore, Byron und Longfellow und war als Herausgeber für einige Sammelwerke tätig.
Er verstarb im Alter von 54 Jahren in Den Haag, wo er auf dem Friedhof Oud Eik en Duinen begraben liegt.

## Bibliografie
Publikationen mit Van den Bergh als Autor
- 1841: Eric XIV op Grypshol. Een gedicht
- 1844: Edmunds Mandoline
- 1848: Onzen koning, 13 maart 1848. Een lied
- 1848: Een dichtbundel voor mijn vaderland
- 1849: Bij ’s Konings dood. Een zang des tijds
- 1850: Voor de overstroomden, Februari 1850
- 1852: Eene bede om erbarming. Uitgegeven ten voordeele van de nagelatene weduwen en weezen der verongelukte varensgezellen van Hellevoetsluis
- 1854: Het standbeeld van Z.M. Koning Willem II. opgericht 1 November 1853. onthuld 23 Maart 1854. Zang des tijds
- 1855: Mijn uitstapjen naar Engeland in de lente van 1854
- 1855: Tien centen voor de zwartjes. Uitgegeven ten voordeele van het Nederlandsch zendelingengenootschap
- 1855: Watersnood. Een gedicht ten voordeele der overstroomden in Gelderland
- 1859: Fantazy en leven. Jongste gedichten
- 1859: Nieuwe gedichten
- 1860: Merkwaardige mannen. Schetsen voor jongens. Gedeeltelijk naar het Engelsch
- 1863: Oranje boven!
- 1864: Heden en verleden. Poëzy.
- 1868: Uit mijn zomer
- 1927: Miskende trouwe